# Jan Kazimierz Zyberg
Jan Kazimierz Zyberg herbu własnego – generał lejtnant wojsk litewskich w 1792 roku, chorąży inflancki w latach 1775–1780, starosta rakanciski i ławaryski.
Poseł województwa inflanckiego z Inflant na sejm konwokacyjny 1764 roku. Był elektorem Stanisława Augusta Poniatowskiego z Księstwa Inflanckiego w 1764 roku. Jako poseł na sejm elekcyjny 1764 roku z powiatu starodubowskiego i deputat do pacta conventa Stanisława Augusta Poniatowskiego, podpisał je. Poseł na Sejm Rozbiorowy (1773–1775) z powiatu wiłkomierskiego.
W 1792 roku odznaczony Orderem Orła Białego.